# Château-ferme d'Opprebais
Le château-ferme d'Opprebais, situé en Wallonie dans l'entité d'Incourt, dans l'ancienne commune d'Opprebais a fait l'objet d'un classement des ruines de ses tours, de son donjon, courtines et grange en même temps que l'église Saint-Aubin voisine, ainsi que le cimetière et les terrains environnants.

## Histoire et architecture
Le château est mentionné dès 1440 comme « forteresse », « pion » du duché de Brabant. Mais sa construction remonte au 2e tiers du XIIIe siècle.
Son lignage chevaleresque remonte jusqu'au chevalier Henri qui est cité déjà en 1245.
En 1660 il passa aux mains de la famille Arenbergh. Il semble avoir été occupé par une ferme depuis le XVIIe siècle. C'est en grande partie sous cet aspect qu'il se présente aujourd'hui, le château étant en ruine. 

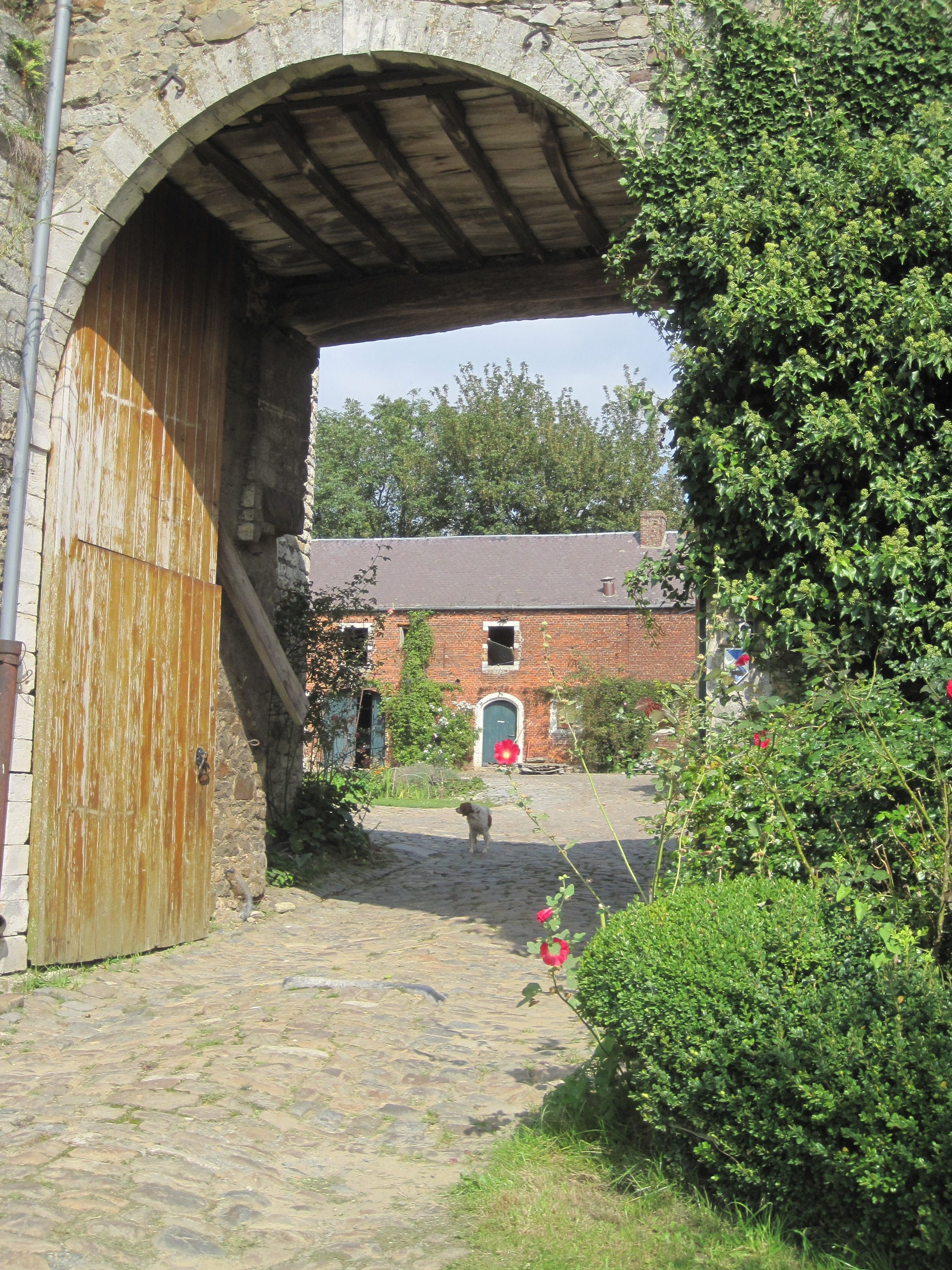
2014-09-13 14.54.37 Ferme du Château d'Opprebais

C'est un vaste quadrilatère en moellons de grès, surélevé sur un relief en dôme. Il était protégé par des douves qui ont disparu. Il était cantonné par quatre tours d'angles circulaires, dont seules les deux de façade sont encore bien visibles. La courtine qui reliait les deux tours était plus haute à l'origine. 
Dans la façade une tourelle porte des traces de la glissière d'une herse disparue. Elle constituait une des parties du châtelet disparu qui est remplacé par le portail en retrait actuel qui date du XVIIIe siècle. 
Le donjon carré primitif a laissé des traces dans les murs de l'enceinte sud où sont aménagées aujourd'hui des habitations avec loggia donnant sur le verger.
La cour actuelle de ce qui est devenu une ferme est entourée de divers bâtiments en grès, sauf les étables qui sont en brique et percées de baies à linteaux droits  et de petites portes en plein cintre. La grange est un grand volume ouverte par une porte en arc qui daterait de 1725. Elle est couverte par une belle charpente reposant sur des colonnes. Elle fut endommagée par la foudre durant l'hiver 1970-1971. 

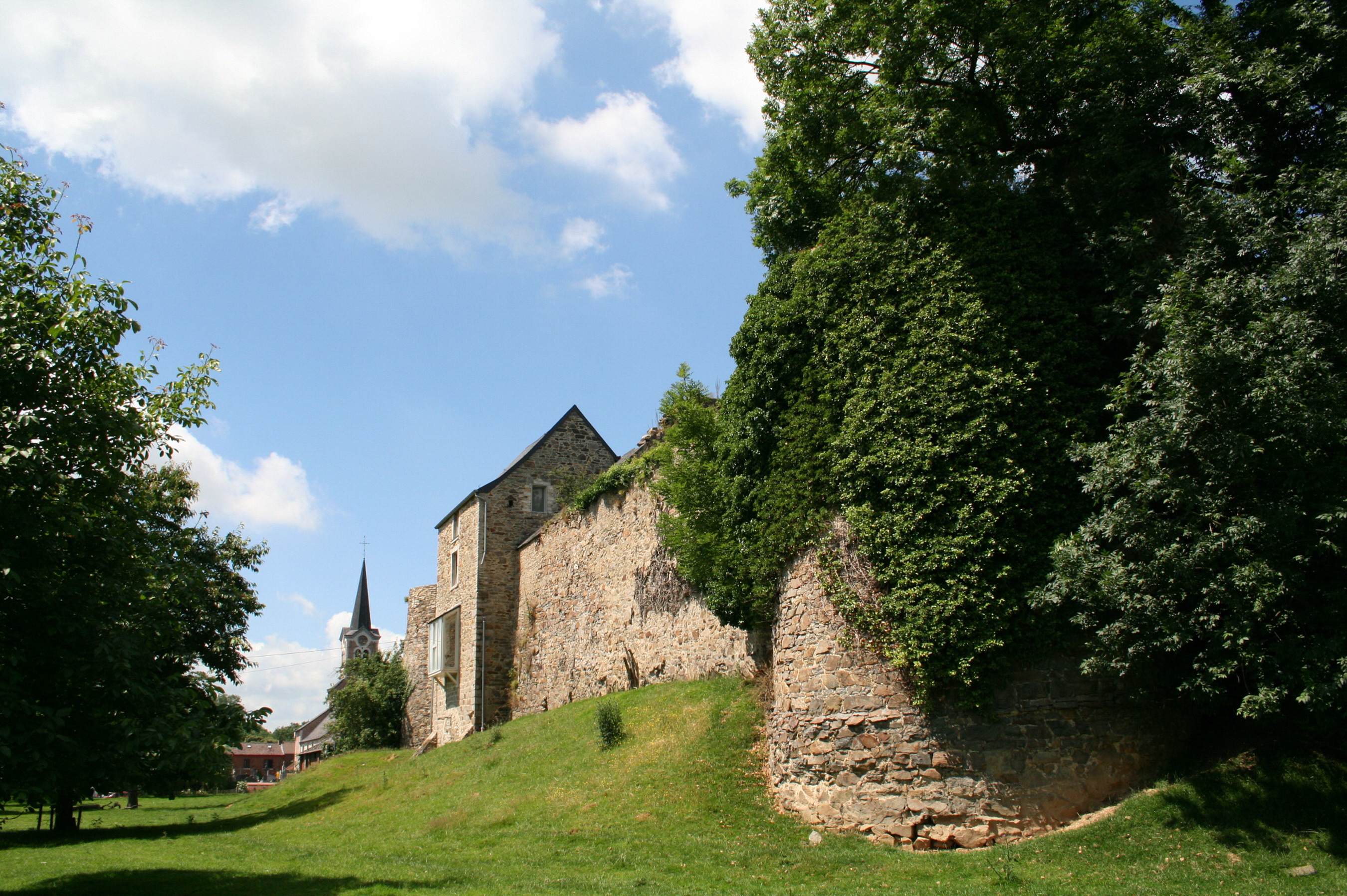
habitations plein sud.
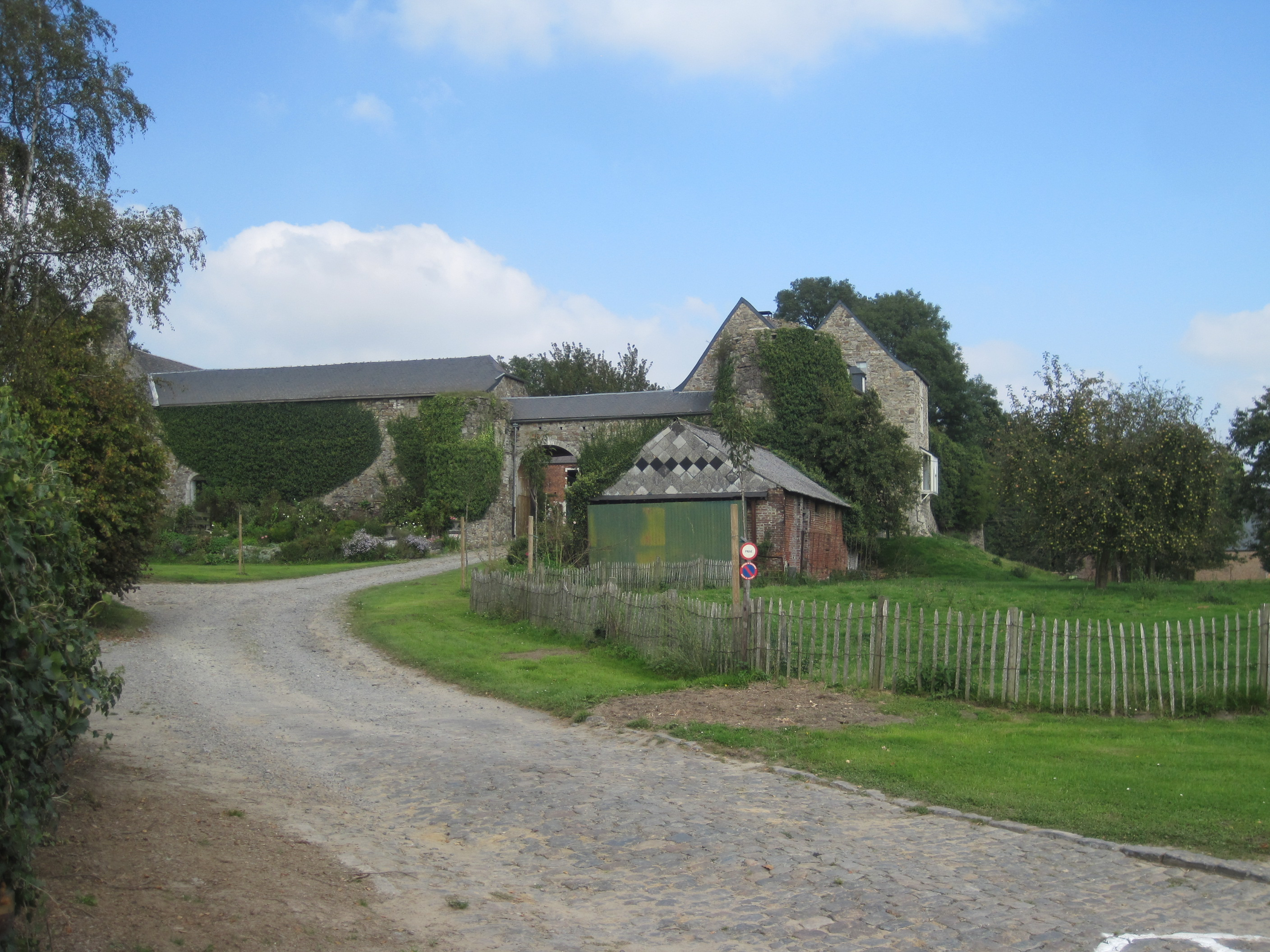
chemin d'accès
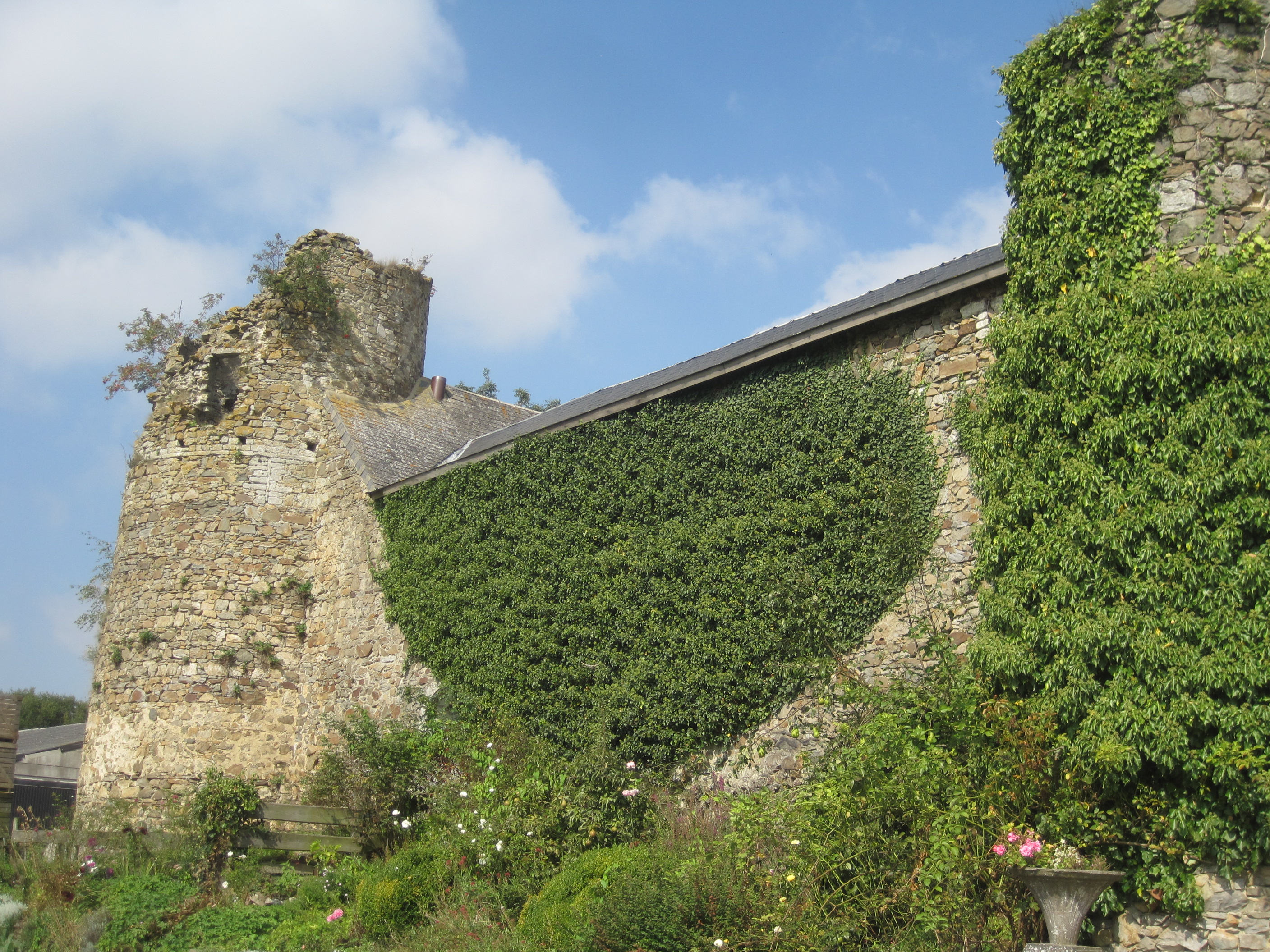
courtine
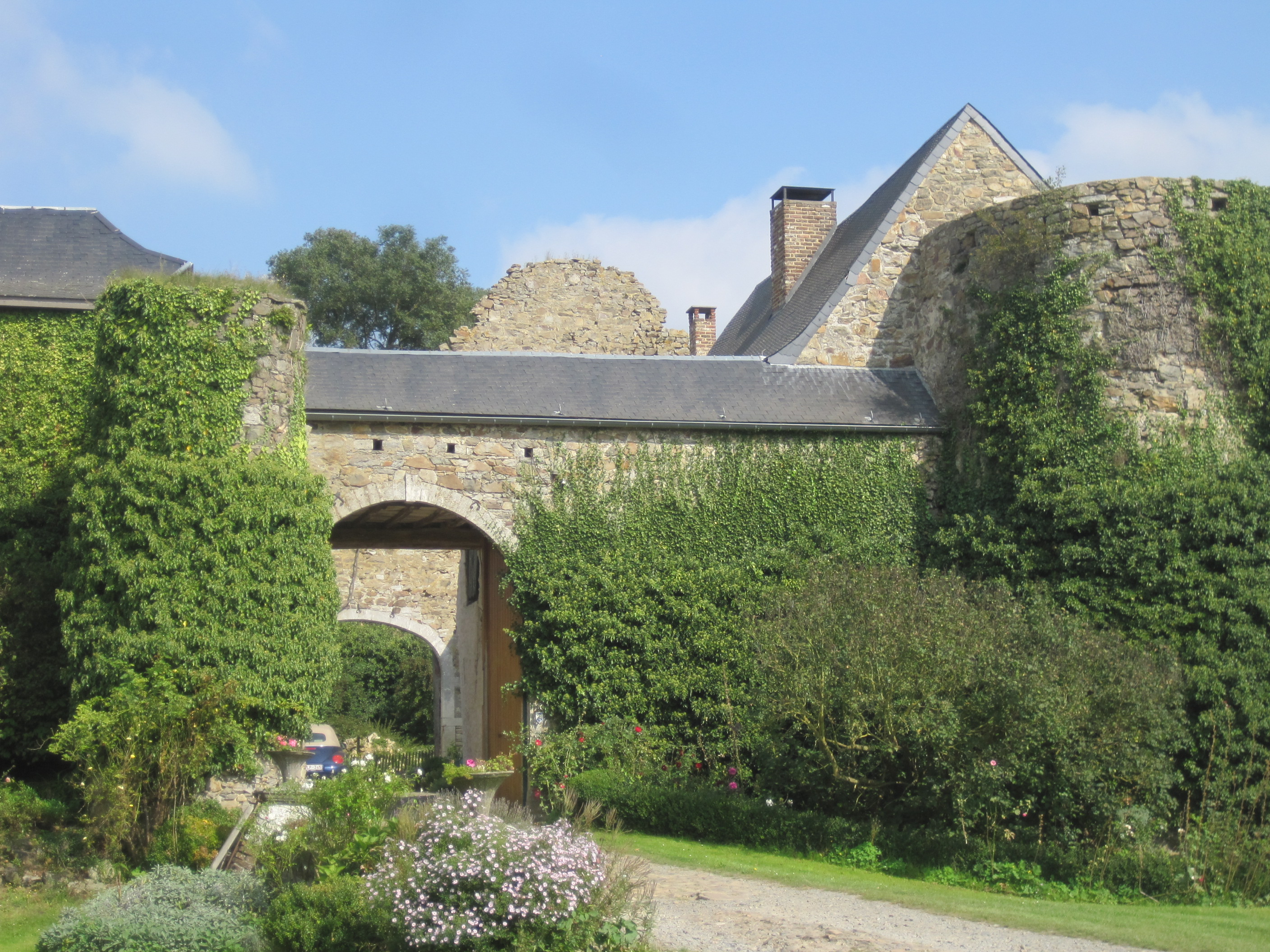
porche d'entrée